# Bellitudo
Bellitudo es un género de hemíptero de la familia Aleyrodidae, con una subfamilia: Aleyrodinae.

## Especies
Las especies de este género son:
- Bellitudo campae Russell, 1943
- Bellitudo cubae Russell, 1943
- Bellitudo hispaniolae Russell, 1943
- Bellitudo jamaicae Russell, 1943